# Gabriel Roucaute
Gabriel Roucaute (* 25. April 1904 in Alès; † 21. Februar 1960 ebenda) war ein französischer Politiker. Von 1945 bis 1958 war er Abgeordneter der Nationalversammlung.
Roucaute, der einer Arbeiterfamilie entstammte, trat 1924 der Kommunistischen Partei bei. Zu Beginn der 1930er-Jahre verbrachte er ein Jahr in der sowjetischen Hauptstadt Moskau und wurde 1932 zum lokalen Sekretär seiner Partei. Er ging ins Département Loire, wo er sich den militanten Kommunisten anschloss und 1938 zum regionalen Sekretär aufstieg. Während des Zweiten Weltkriegs und der deutschen Besatzung lebte Roucaute im Untergrund und nahm an der Organisation der Partei teil. Er wurde gefasst und am 12. August 1942 zum Tode verurteilt. Nach massiven Protesten wurde das Urteil am 3. Oktober in eine lebenslange Zwangsarbeitsstrafe umgewandelt. Mit der Befreiung Frankreichs 1944 kam auch Roucaute frei. 1945 wurde er zuerst zum Bürgermeister von Alès, dann in den Generalrat des Départements Gard und zuletzt in die Nationalversammlung gewählt. Gemeinsam mit der Kommunistin Gilberte Roca gelang ihm bis 1958 stets die Wiederwahl. 1958 scheiterte Roucaute jedoch. Auch seine Kandidatur für den Senat im Jahr 1959 blieb erfolglos.